# Баден-Вюртемберг
Баден-Вюртемберг (на немски: Baden-Württemberg) е една от шестнадесетте федерални провинции на Германия. Разположена е в югозападната част на Германия, източно от горното течение на река Рейн. Баден-Вюртемберг е третата по площ и население федерална провинция от общо шестнадесет, с площ 35 751 km² и 10,754 млн. души население.  Столица е Щутгарт.

## История
Федералната провинция Баден-Вюртемберг включва историческите провинции Баден, Хоенцолерн и Вюртемберг, части от големия регион Швабия.
След Втората Световна война съюзниците създават три провинции: Вюртемберг-Хоенцолерн, Южен Баден (и двете окупирани от Франция) и Вюртемберг-Баден (окупирана от САЩ). Член 118 от новата германска конституция позволява на тези по-малки провинции да се обединят в една по-голяма. След проведения през 9 декември 1951 г. плебисцит тези 3 провинции се сливат, създавайки Баден-Вюртемберг на 25 април 1952 г.

## География
Федералната провинция граничи с Швейцария на юг, с Франция на запад и с германските провинции Рейнланд-Пфалц, Хесен и Бавария.
Река Рейн образува западната, както и по-голямата част от южната граница. Шварцвалд е главната планинска система в провинцията, която започва от изток, от долината на Рейн. Боденското езеро разделя Баден-Вюртемберг от Алпите и Швейцария. Най-югоизточния край на провинцията, между Боденското езеро и Дунав, е разположена върху Баварското плато.
Река Дунав извира в Баден-Вюртемберг. В град Донауешинген се намира официалният извор на реката, наречен Donauquelle. Всъщност Дунав няма извор, на това място се събират две реки – Брег и Бригах.
По-големи градове в Баден-Вюртемберг са Щутгарт, Манхайм, Карлсруе, Фрайбург, Хайделберг, Хайлброн, Лудвигсбург, Улм, Тюбинген, Пфорцхайм и Ройтлинген
Най-високият връх в провинцията е Фелдберг с височина 1493 метра. 

## Административно деление
Баден-Вюртемберг е разделена на 35 окръга и 9 независими града, заедно групирани в четири административни области: Фрайбург, Карлсруе, Щутгарт и Тюбинген.

Карта
| 1. Алб-Донау 2. Биберах 3. Бодензе 4. Бьоблинген 5. Брайсгау-Хохшварцвалд 6. Калв 7. Констанц 8. Емендинген 9. Енц 10. Еслинген 11. Фройденщат 12. Гупинген | 1. Хайденхайм 2. Хайлброн 3. Хоенлохе 4. Карлсруе 5. Льоррах 6. Лудвигсбург 7. Майн-Таубер 8. Некар-Оденвалд-Крайс 9. Ортенаукрайс 10. Осталбкрайс 11. Ращат 12. Равенсбург | 1. Ремс-Мур-Крайс 2. Ройтлинген 3. Рейн-Некар-Крайс 4. Ротвайл 5. Швебиш Хал 6. Шварцвалд-Баар-Крайс 7. Зигмаринген 8. Тюбинген 9. Тутлинген 10. Валдсхут 11. Цолерналбкрайс |

Също така съществуват и девет независими града, които не принадлежат към нито една област:
1. Баден-Баден
2. Фрайбург
3. Хайделберг
4. Хайлброн
5. Карлсруе
6. Манхайм
7. Пфорцхайм
8. Щутгарт
9. Улм

## Образование
В провинция Баден-Вюртемберг се намират някои от най-старите и престижни университети в Германия, като университетите на Фрайбург, Хайделберг и Тюбинген.
Други престижни висши училища са тези в Карлсруе, Манхайм и Улм. В столицата на провинцията Щутгарт университетите са 2, а в Лудвигсбург е известното Национално филмово училище (Filmakademie Baden-Württemberg).

## Население

### Езици
На много места в Баден-Вюртемберг се говорят особени диалекти на швабски (schwäbisch) и 'бадски'/алемански, за които е известно, че са почти напълно неразбираеми за германците от северната част на страната.

### Религия
| Религия                        | %    | Брой вярващи |
| ------------------------------ | ---- | ------------ |
| Католици                       | 37,8 | 4 милиона    |
| Евангелистка църква в Германия | 33,8 | 3,6 милиона  |
| Мюсюлмани                      | 5,6  | 600 000      |
| Будисти                        | 0,23 | 25 000       |
| Индуизъм                       | 0,14 | 15 000       |
| Евреи                          | 0,08 | 9000         |
| не посочват или нерелигиозни   | 22,3 | 2,4 милиона  |

### Чужденци
Брой и произход на част от чужденците в Баден-Вюртемберг към 31 декември 2023 г.:
| Страна              | Численост |
| Турция              | 267 940   |
| Румъния             | 182 690   |
| Италия              | 178 595   |
| Украйна             | 166 925   |
| Хърватия            | 124 920   |
| Сирия               | 97 875    |
| Полша               | 84 160    |
| Косово              | 83 925    |
| Гърция              | 78 960    |
| Унгария             | 54 190    |
| България            | 52 485    |
| Босна и Херцеговина | 51 350    |
| Сърбия              | 47 320    |
| Афганистан          | 41 630    |
| Индия               | 38 330    |
| Русия               | 35 640    |
| Ирак                | 32 180    |
| Северна Македония   | 30 165    |
| Франция             | 29 200    |
| Португалия          | 28 485    |
| Испания             | 26 550    |
| Австрия             | 25 675    |
| Китай               | 23 285    |
| Албания             | 17 670    |
| САЩ                 | 17 625    |

## Галерия
- Парламентът на Баден-Вюртемберг в Щутгарт
- Планината Шварцвалд
- Замъкът Хайделберг
- Стар замък в Щутгарт
- Замъкът Лихтенщайн
- Катедралата в Улм
- Нощен изглед на замъка в Карлсруе
- Старата сграда на кметството в Тюбинген